# Григорьев, Пётр Петрович
Григо́рьев Пётр Петро́вич (1892—1937) — советский военачальник, комдив, кавалер двух орденов Красного Знамени РСФСР.

## Биография
Родился в 1892 году в Кронштадте в семье портового рабочего, русский.
После окончания начальной школы стал трудиться разнорабочим. В 1912 году поступил на Николаевскую железную дорогу ремонтным рабочим.
В 1913 году призван на военную службу. Прошёл всю Первую мировую войну, — с 1913 по февраль 1918 года служил в 1-м Московском лейб-драгунском полку; унтер-офицер.
Член ВКП(б) с 1918 года. С июня 1918 по март 1919 работал сотрудником ВЧК.

### Гражданская война
В Красной армии с марта 1919 года. С апреля 1919 года — полусотник, а с июля 1919 — помощник комполка в 1-м Червоном казачьем полку. Когда 1-й полк Червоного казачества был развёрнут в 1-ю Червоную казачью бригаду, Григорьев был назначен командиром 1-го полка бригады. В качестве командира истребительного отряда принимал участие в разгроме отрядов «батьки» Махно.
В 1920 году Григорьев, командир 1-го Червоного казачьего полка, приказом председателя РВСР Л. Д. Троцкого № 144 награждён орденом Красного Знамени РСФСР.
В 1921 году Григорьев, командир 1-го истребительного отряда Киевского ВО, приказом председателя РВСР Л. Д. Троцкого № 343 награждён вторым орденом Красного Знамени РСФСР.

### После гражданской войны
С 1921 года Григорьев — командир 1-й кавалерийской бригады Червоного казачества, а с 14 октября 1922 командир 2-й кавалерийской Черниговской Червоного Казачества дивизии имени Германского пролетариата 1-го кавалерийского корпуса Червоного казачества имени ВУЦИК и ЛКСМ Украины.
В 1922 — окончил Высшие академические курсы (ВАК) при Военной академии РККА.
В 1934—1935 — командовал 15-м стрелковым корпусом.
10 мая 1935 назначен командиром 7-го кавалерийского корпуса.
26 января—10 февраля 1934 года делегат XVII съезда ВКП(б) с совещательным голосом.
20 ноября 1935 приказом народного комиссара обороны СССР № 2395 Григорьеву присвоено воинское звание комдив.
12—15 сентября 1936 года 7-й кк участвовал в окружных тактических учениях — в Шепетовских манёврах. Начальник Генерального штаба Маршал Советского Союза на разборе учения отметил, что несмотря на труднопроходимую, покрытую болотами, местность и плохую погоду, войска совершали манёвры и выполнили все задачи.
В июле 1937 года, по воспоминаниям командира 2-й кавдивизии комбрига А. В. Горбатова, партийная комиссия Киевского ВО предъявила командиру 7-го кавкорпуса комдиву П. П. Григорьеву обвинение в связях с «врагами народа».
22 июля 1937 командир корпуса комдив П. П. Григорьев уволен из рядов РККА.
24 июля 1937 арестован.
19 ноября 1937 года Военной Коллегией Верховного Суда СССР по обвинению в участии в военном заговоре приговорен к «высшей мере наказания».
20 ноября 1937 расстрелян. Похоронен в Москве.
Реабилитирован 28 апреля 1956 года.

## Награды
Награждён двумя орденами Красного Знамени РСФСР (24.03.1920, 12.12.1921)